# Lista celor mai mari muzee din lume

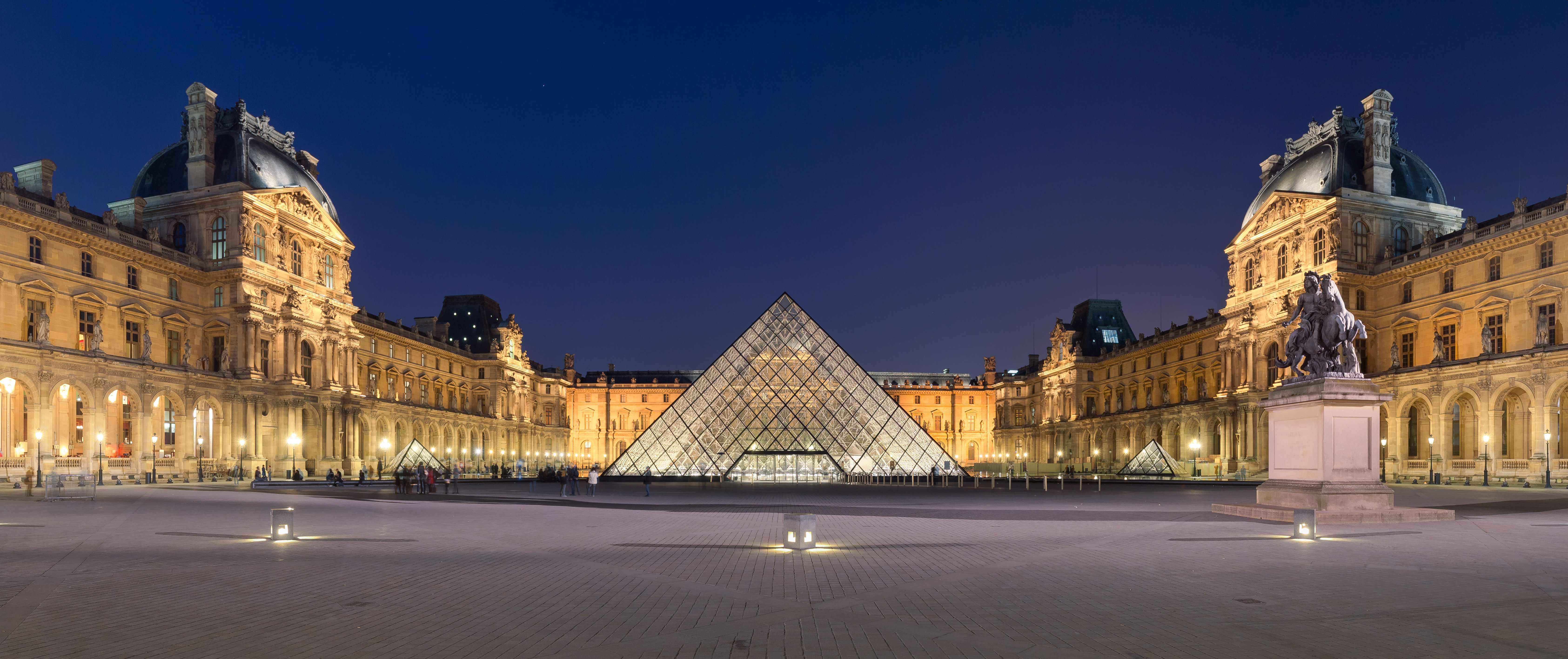
Muzeul Luvru, cel mai mare muzeu din lume (suprafață totală)

Lista celor mai mari muzee din lume clasează instituțiile cu rol de găzduire și prezentare organizată, publică, a unor obiecte selecționate (muzee), în funcție de suprafața acestora. 
Marile instituții muzeale dețin colecții mari de obiecte și pot ocupa una sau mai multe clădiri în care pot fi organizate expoziții permanente, periodice sau temporare, utilizând unele dintre cele mai mari complexuri arhitectonice din lume pentru a-și depozita și prezenta exponatele într-o atmosferă controlată. De-a lungul anilor, multe dintre muzeele lumii s-au angajat în diverse proiecte de extindere, pentru a crește spațiul expozițional pus la dispoziția vizitatorilor.
În general, expozițiile sunt organizate în spații închise, dar există și cazuri în care exponatele de dimensiuni mari se găsesc în aer liber, cum este cazul muzeului Orașul Trenului (Cité du train) din Mulhouse, Franța.
Lista cuprinde muzee cu o suprafață mai mare de 12.000 m², fiind prezentate atât suprafața totală (desfășurată) a clădirii, cât și suprafața expozițională disponibilă. Ordinea este descrescătoare, în funcție de suprafața totală. Este prezentată și o a doua listă, care clasifică primele 20 de muzee în funcție de numărul de vizitatori.

## Lista celor mai mari muzee din lume
| Imagine | Nume | Locație                    | Țară          | An   | Tip de expoziție           | Suprafață totală (m2) | Suprafață expoziție (m2) | Număr de colecții/ exponate   | Note                        |
|         | |                            |               |      |                            |                       |                          |                               |                             |
| ------- | --- | -------------------------- | ------------- | ---- | -------------------------- | --------------------- | ------------------------ | ----------------------------- | --------------------------- |
|         | Muzeul Luvru (în franceză Musée du Louvre)                                                                                            | Paris                      | Franța        | 1792 | artă, arhitectură, istorie | 758.000               | 72.735                   | 645.797 (c. 30.000 expuse)    | [ 3 ] [ 4 ]                 |
|         | Muzeul Ermitaj (în rusă Эрмитаж, transliterat: Ermitaj)                                                                               | Sankt Petersburg           | Rusia         | 1764 | artă                       | 233.345               | 66.842                   | 3.150.428                     | [ 5 ]                       |
|         | Muzeul Metropolitan de Artă (în engleză Metropolitan Museum of Art)                                                                   | New York City              | Statele Unite | 1870 | artă                       | 200.000               | 58.808                   |                               | [ 6 ] [ 7 ]                 |
|         | Muzeul Național al Chinei (în chineză: 中国国家博物馆, transliterat: Zhōngguó guójiā bówùguǎn)                                        | Beijing                    | China         | 1959 | arheologie, artă           | 191.900               | 65.000                   | 1.400.000+                    | [ 8 ] [ 9 ]                 |
|         | Muzeul American de Istorie Naturală (în engleză American Museum of Natural History)                                                   | New York City              | Statele Unite | 1869 | istorie naturală           | 166.296               |                          | 32.000.000                    | [ 10 ] [ 11 ]               |
|         | Muzeul Palatului (în chineză: 故宫博物院, transliterat: Gùgōng bówùyuàn)                                                              | Beijing                    | China         | 1925 | arheologie, artă           | 150.000               |                          | 1.862.690                     | [ 12 ] [ 13 ]               |
|         | Muzeul Național al Coreei (în coreeană 국립중앙박물관, transliterat: Guglibjung-angbagmulgwan)                                        | Seul                       | Coreea de Sud | 1945 | arheologie, artă           | 138.156,3             |                          |                               | [ 14 ]                      |
|         | Muzeul Național de Istorie Naturală Smithsonian (în engleză National Museum of Natural History)                                       | Washington, D.C.           | Statele Unite | 1910 | istorie naturală           | 123.000               | 30.200                   |                               | [ 15 ]                      |
|         | Galeria Națională de Artă din Washington (în engleză National Gallery of Art)                                                         | Washington, D.C.           | Statele Unite | 1937 | artă                       | 120.000               | 25.176,7                 | 160.000                       | [ 16 ] [ 17 ]               |
|         | Institutul de Artă din Chicago (în engleză Art Institute of Chicago)                                                                  | Chicago                    | Statele Unite | 1879 | artă                       | 93.000                |                          | 300.000                       | [ 18 ] [ 19 ]               |
|         | British Museum (în engleză British Museum)                                                                                            | Londra                     | Regatul Unit  | 1753 | arheologie, artă           | 92.000                | 65.752                   | 8.000.000+                    | [ 20 ]                      |
|         | Muzeul Național Centru de Artă Regina Sofía (în spaniolă Museo Nacional Centro de Arte Reina Sofía)                                   | Madrid                     | Spania        | 1992 | artă                       | 84.048                |                          |                               | [ 21 ]                      |
|         | Marele Muzeu Egiptean (în arabă المتحف المصري الكبير, transliterat: Almuthaf almisriu alkabir)                                        | Giza                       | Egipt         | 2024 | arheologie                 | 81.000                | 38.000                   | 100.000+                      | [ 22 ]                      |
|         | Muzeul Național al Forțelor Aeriene ale Statelor Unite (în engleză National Museum of the United States Air Force)                    | Dayton, Ohio               | Statele Unite | 1923 | inginerie aerospațială     | 80.937,1              | 76.890,2                 |                               | [ 23 ] [ 24 ]               |
|         | Muzeul Israelului (în ebraică מוזיאון ישראל, transliterat: Museon yisral)                                                             | Ierusalim                  | Israel        | 1965 | artă                       | 80.000                | 19.000                   | 500.000+                      | [ 25 ] [ 26 ]               |
|         | Muzeul Canadian de Istorie (în engleză Canadian Museum of History)                                                                    | Gatineau, Quebec           | Canada        | 1856 | istorie                    | 75.000                | 25.000                   | 4.000.000+                    | [ 27 ]                      |
|         | Muzeul Național de Istorie a Americii (în engleză National Museum of American History)                                                | Washington, D.C.           | Statele Unite | 1964 | istorie                    | 74.322,4              | 27.870,9                 | 1.800.000+                    | [ 28 ] [ 29 ]               |
|         | Muzeul Național de Artă Modernă și Contemporană (în coreeană 국립현대미술관, transliterat: Guglibhyeondaemisulgwan)                   | Gwacheon                   | Coreea de Sud | 1969 | artă                       | 73.000                |                          |                               | [ 30 ]                      |
|         | Muzeul German (în germană Deutsches Museum)                                                                                           | München                    | Germania      | 1903 | știință și tehnologie      | 66.000                | 40.000                   | 125.000                       | [ 31 ] [ 32 ]               |
|         | Muzeul de Artă Modernă din New York (în engleză Museum of Modern Art)                                                                 | New York City              | Statele Unite | 1929 | artă                       | 65.800                | 15.400                   | 200.000                       | [ 33 ] [ 34 ] [ 35 ]        |
|         | Galeria Națională din Singapore (în malaieză Galeri Nasional Singapura)                                                               | Singapore                  | Singapore     | 2015 | artă                       | 64.000                |                          | 8.000+                        | [ 36 ] [ 37 ]               |
|         | Muzeul Național al Aerului și Spațiului (în engleză National Air and Space Museum)                                                    | Washington, D.C.           | Statele Unite | 1946 | inginerie aerospațială     | 63.824,4              | 14.970,9                 | 60.000+                       | [ 38 ] [ 39 ] [ 40 ] [ 41 ] |
|         | Muzeul Capitalei (în chineză: 首都博物馆, transliterat: Shǒudū bówùguǎn)                                                              | Beijing                    | China         | 1981 | arheologie, artă           | 63.390                |                          | 125.011                       | [ 42 ]                      |
|         | Galeria Uffizi (în italiană Galleria degli Uffizi)                                                                                    | Florența                   | Italia        | 1865 | artă                       | 63.000                | 13.000                   |                               | [ 43 ]                      |
|         | Muzeul de Artă din Indianapolis (în engleză Indianapolis Museum of Art)                                                               | Indianapolis               | Statele Unite | 1883 | artă                       | 62.000                | 16.600                   |                               | [ 44 ]                      |
|         | Institutul de Arte din Detroit (în engleză Detroit Institute of Arts)                                                                 | Detroit                    | Statele Unite | 1885 | artă                       | 61.100                |                          | 65.000+                       | [ 45 ]                      |
|         | Muzeul Pergamon (în germană Pergamonmuseum)                                                                                           | Berlin                     | Germania      | 1910 | arheologie, artă           | 60.200                | 18.200                   |                               | [ 46 ] [ 47 ]               |
|         | Orașul Trenului (în franceză Cité du train)                                                                                           | Mulhouse                   | Franța        | 1971 | căi ferate                 | 60.000                | 35.000                   |                               | [ 48 ]                      |
|         | Muzeul de Artă și Istorie din Bruxelles (în franceză Musée Art et Histoire)                                                           | Bruxelles                  | Belgia        | 1835 | artă, arheologie, istorie  | 60.000                |                          |                               | [ 49 ]                      |
|         | Muzeul Orsay (în franceză Musée d'Orsay)                                                                                              | Paris                      | Franța        | 1986 | artă                       | 57.400                |                          | 4.000                         | [ 50 ]                      |
|         | Muzeul de Arte Plastice din Boston (în engleză Museum of Fine Arts, Boston)                                                           | Boston                     | Statele Unite | 1870 | artă                       | 57.315,3              | 20.556,4                 | 500.000                       | [ 51 ] [ 52 ] [ 53 ]        |
|         | Muzeul de Artă Contemporană din Massachusetts (în engleză Massachusetts Museum of Contemporary Art)                                   | North Adams, Massachusetts | Statele Unite | 1999 | artă                       | 56.000                | 23.000                   | nu deține colecții permanente | [ 54 ] [ 55 ]               |
|         | Muzeele Vaticanului (în italiană Musei Vaticani)                                                                                      | Vatican                    | Vatican       | 1506 | artă, arheologie           | 55.000                | 43.000                   |                               | [ 56 ] [ 57 ]               |
|         | Muzeul de Artă din Cleveland (în engleză Cleveland Museum of Art)                                                                     | Cleveland                  | Statele Unite | 1913 | artă                       | 55.000                | 12.000                   | 66.500                        | [ 58 ]                      |
|         | Muzeul Național de Artă, Arhitectură și Design (în norvegiană Nasjonalmuseet for kunst, arkitektur og design)                         | Oslo                       | Norvegia      | 2003 | artă                       | 54.600                | 13.000                   |                               | [ 59 ]                      |
|         | Galeria Națională a Canadei (în engleză National Gallery of Canada)                                                                   | Ottawa                     | Canada        | 1880 | artă                       | 53.265                | 12.400                   |                               | [ 60 ]                      |
|         | Muzeul de Arte Plastice din Montreal (în engleză Montreal Museum of Fine Arts)                                                        | Montreal                   | Canada        | 1860 | artă                       | 53.095                |                          |                               | [ 61 ]                      |
|         | Muzeul de Artă Shandong (în chineză: 山东美术馆, transliterat: Shāndōng měishù guǎn)                                                  | Jinan                      | China         | 1977 | artă                       | 52.138                | 19.700                   |                               | [ 62 ]                      |
|         | Muzeul Național de Artă al Cataloniei (în catalană Museu Nacional d'Art de Catalunya)                                                 | Barcelona                  | Spania        | 1934 | artă                       | 51.600                | 12.793                   |                               | [ 63 ]                      |
|         | Victoria and Albert Museum (în engleză Victoria and Albert Museum)                                                                    | Londra                     | Regatul Unit  | 1852 | artă                       | 51.000                | 30.000                   | 1.250.000                     | [ 64 ] [ 65 ]               |
|         | Institutul de Artă din Minneapolis (în engleză Minneapolis Institute of Art)                                                          | Minneapolis                | Statele Unite | 1883 | artă                       | 50.600                | 9.290,3                  | 100.000                       | [ 66 ] [ 67 ]               |
|         | Muzeul Național German (în germană Germanisches Nationalmuseum) Germanisches Nationalmuseum                                           | Nürnberg                   | Germania      | 1852 | artă, arhitectură, istorie | 50.000                | 25.000                   | 1.300.000+                    | [ 68 ] [ 69 ]               |
|         | Centrul Național de Artă din Tokyo (în japoneză 国立新美術館, transliterat: Kokuritsushinbijutsukan)                                  | Tokyo                      | Japonia       | 2007 | artă                       | 49.846                | 10.000                   | 12.000                        | [ 70 ]                      |
|         | Muzeul Național de Arte Plastice din Taiwan (în chineză: 國立臺灣美術館, transliterat: Guólì táiwān měishùguǎn)                       | Taichung                   | Taiwan        | 1988 | artă                       | 49.604                | 13.962                   |                               | [ 71 ]                      |
|         | Muzeul Henry Ford al Inovației Americane (în engleză Henry Ford Museum of American Innovation)                                        | Dearborn, Michigan         | Statele Unite | 1929 | istorie                    | 48.588,3              |                          |                               | [ 72 ]                      |
|         | Galeria Națională din Londra (în engleză National Gallery)                                                                            | Londra                     | Regatul Unit  | 1824 | artă                       | 46.396                |                          |                               | [ 73 ]                      |
|         | Muzeul celor Trei Defilee din Chongqing (în chineză: 重庆中国三峡博物馆, transliterat: Chóngqìng zhōngguó sānxiá bówùguǎn)            | Chongqing                  | China         | 2005 | arheologie, artă           | 45.098                | 23.225                   |                               | [ 74 ]                      |
|         | Muzeul Rijks din Amsterdam (în neerlandeză Rijksmuseum Amsterdam)                                                                     | Amsterdam                  | Țările de Jos | 1800 | artă                       | 45.000                | 30.000                   |                               | [ 75 ] [ 76 ]               |
|         | Muzeul Național de Antropologie din Mexic [în spaniolă Museo Nacional de Antropología (México)]                                       | Ciudad de Mexico           | Mexic         | 1825 | arheologie                 | 45.000                | 17.440,2                 | 600.000                       | [ 77 ] [ 78 ]               |
|         | Muzeul Polonez de Istorie din Varșovia (în poloneză Muzeum Historii Polski w Warszawie)                                               | Varșovia                   | Polonia       | 2023 | istorie                    | 44.000                | 9.700                    |                               | [ 79 ]                      |
|         | Arsenalul din Veneția (în italiană Arsenale di Venezia)                                                                               | Veneția                    | Italia        | 1895 | artă                       | 43.000                | 17.000                   |                               | [ 80 ]                      |
|         | Muzeul Salar Jung (în tamilă சலார் ஜங் அருங்காட்சியகம், transliterat: Calār jaṅ aruṅkāṭciyakam)                                                | Hyderabad                  | India         | 1855 | artă                       | 42.977                | 27.870                   | 1.100.000                     | [ 81 ]                      |
|         | Muzeul de Artă Modernă din San Francisco (în engleză San Francisco Museum of Modern Art)                                              | San Francisco              | Statele Unite | 1935 | artă                       | 42.735,4              | 21.000                   |                               | [ 82 ] [ 83 ]               |
|         | Muzeul Prado (în spaniolă Museo del Prado)                                                                                            | Madrid                     | Spania        | 1819 | artă                       | 42.000                |                          | 20.500                        | [ 84 ]                      |
|         | Muzeul de Artă din Denver (în engleză Denver Art Museum)                                                                              | Denver                     | Statele Unite | 1918 | artă                       | 41.295,4              | 19.509,6                 | 70.000+                       | [ 85 ] [ 86 ]               |
|         | Pavilionul Ciccillo Matarazzo (în portugheză Pavilhão Ciccillo Matarazzo)                                                             | São Paulo                  | Brazilia      | 1951 | artă                       | 40.000                |                          |                               | [ 87 ]                      |
|         | Muzeul de Știință și Industrie din Chicago [în engleză Museum of Science and Industry (Chicago)]                                      | Chicago                    | Statele Unite | 1933 | știință și tehnologie      | 37161.2               | 37.161,2                 | 35.000                        | [ 88 ] [ 89 ]               |
|         | Galeria de artă modernă Tate (în engleză Tate Modern)                                                                                 | Londra                     | Regatul Unit  | 2000 | artă                       | 34.500                | 12.427                   |                               | [ 90 ]                      |
|         | Muzeul de Artă din Dallas (în engleză Dallas Museum of Art)                                                                           | Dallas                     | Statele Unite | 1903 | artă                       | 34.000                | 14.000                   | 24.000                        | [ 91 ] [ 92 ]               |
|         | Pinacoteca de Artă Modernă (în germană Pinakothek der Moderne)                                                                        | München                    | Germania      | 2002 | artă                       | 33.300                | 12.000                   |                               | [ 93 ]                      |
|         | Galeria Națională din Victoria (în engleză National Gallery of Victoria)                                                              | Melbourne                  | Australia     | 1861 | artă                       | 33.300                |                          | 76.000                        | [ 94 ] [ 95 ]               |
|         | Muzeul de Arte Plastice din Virginia (în engleză Virginia Museum of Fine Arts)                                                        | Richmond, Virginia         | Statele Unite | 1934 | artă                       | 31.600                | 13.200                   |                               | [ 96 ]                      |
|         | Noua Pinacotecă (în germană Neue Pinakothek)                                                                                          | München                    | Germania      | 1853 | artă                       | 30.616                |                          |                               | [ 97 ]                      |
|         | Orașul Științei și Industriei (în franceză Cité des sciences et de l'industrie)                                                       | Paris                      | Franța        | 1986 | știință și tehnologie      | 30000                 | 30.000                   |                               | [ 98 ]                      |
|         | Muzeul German de Tehnologie (în germană Deutsches Technikmuseum)                                                                      | Berlin                     | Germania      | 1982 | știință și tehnologie      | 28500                 | 28.500                   |                               | [ 99 ] [ 100 ]              |
|         | Muzeul Dia Beacon (în engleză Dia Beacon)                                                                                             | Beacon, New York           | Statele Unite | 2003 | artă                       | 27.870,9              |                          |                               | [ 101 ]                     |
|         | Muzeul de Arte Plastice din Houston (în engleză Museum of Fine Arts, Houston)                                                         | Houston                    | Statele Unite | 1900 | artă                       | 27870                 | 27.870                   | 80.000                        | [ 102 ]                     |
|         | Muzeul de Știință din Londra (în engleză Science Museum, London)                                                                      | Londra                     | Regatul Unit  | 1857 | știință și tehnologie      | 27500                 | 27.500                   | 300.000+                      | [ 103 ] [ 104 ]             |
|         | Muzeul Național al celui de-al Doilea Război Mondial (în engleză The National WWII Museum)                                            | New Orleans                | Statele Unite | 2000 | istorie                    | 26.384,5              |                          |                               | [ 105 ] [ 106 ]             |
|         | Muzeul de Artă din Toledo (în engleză Toledo Museum of Art)                                                                           | Toledo, Ohio               | Statele Unite | 1901 | artă                       | 26012.9               | 26.012,9                 | 30.000+                       | [ 107 ]                     |
|         | Muzeul Bode (în germană Bode-Museum)                                                                                                  | Berlin                     | Germania      | 1904 | artă, numismatică          | 25.300                | 11.500                   |                               | [ 108 ]                     |
|         | Muzeul Național al Automobilului (în franceză Musée national de l'Automobile)                                                         | Mulhouse                   | Franța        | 1982 | auto                       | 25.000                | 17.000                   |                               | [ 109 ]                     |
|         | Muzeul Tehnic din Viena (în germană Technisches Museum Wien)                                                                          | Viena                      | Austria       | 1908 | știință și tehnologie      | 22000                 | 22.000                   |                               | [ 110 ]                     |
|         | Palatul Artelor Plastice din Lille (în franceză Palais des Beaux-Arts de Lille)                                                       | Lille                      | Franța        | 1809 | artă                       | 22.000                | 12.000                   |                               | [ 111 ] [ 112 ]             |
|         | Muzeul Național de Artă Modernă (în franceză Musée national d'Art moderne)                                                            | Paris                      | Franța        | 1947 | artă                       | 20.710                | 18.110                   | 127.665                       | [ 113 ] [ 114 ]             |
|         | Galeria de Artă din Ontario (în engleză Art Gallery of Ontario)                                                                       | Toronto                    | Canada        | 1900 | artă                       | 17.651,6              | 11.984,5                 | 120.000+                      | [ 115 ]                     |
|         | Palais de Tokyo (în franceză Palais de Tokyo)                                                                                         | Paris                      | Franța        | 2001 | artă                       | 16500                 | 16.500                   |                               | [ 116 ]                     |
|         | Muzeul Boijmans Van Beuningen (în neerlandeză Museum Boijmans Van Beuningen)                                                          | Rotterdam                  | Țările de Jos | 1849 | artă                       | 15.541                |                          | 152.000+                      | [ 117 ]                     |
|         | Galeria Națională din Praga (în cehă Národní galerie Praha)                                                                           | Praga                      | Cehia         | 1796 | artă                       | 13500                 | 13.500                   |                               | [ 118 ]                     |
|         | Muzeul Național Bavarez (în germană Bayerisches Nationalmuseum)                                                                       | München                    | Germania      | 1855 | artă                       | 13000                 | 13.000                   |                               | [ 119 ]                     |
|         | Galeria de Artă din Hamburg (în germană Hamburger Kunsthalle)                                                                         | Hamburg                    | Germania      | 1869 | artă                       | 13000                 | 13.000                   |                               | [ 120 ]                     |
|         | Galeria Națională de Artă Modernă din New Delhi (în tamilă தேசிய நவீன கலைக்கூடம், புதுதில்லி, transliterat: Tēciya navīṉa kalaikkūṭam, pututilli) | New Delhi                  | India         | 1954 | artă                       | 12000                 | 12.000                   | 17.039                        | [ 121 ] [ 122 ]             |
|         | Noua Galerie Tretiakov (în rusă Новая Третьяковка, transliterat: Novaia Tretiakovka)                                                  | Moscova                    | Rusia         | 1985 | artă                       | 12000                 | 12.000                   | 180.000                       | [ 123 ]                     |

## Lista celor mai vizitate muzee din lume
| Imagine | Nume | Locație              | Țară          | An   | Tip de expoziție           | Număr de vizitatori (mii de persoane) | Număr de vizitatori (mii de persoane) | Creștere anuală |
| Imagine | Nume | Locație              | Țară          | An   | Tip de expoziție           | 2023                                  | 2022                                  | Creștere anuală |
|         | |                      |               |      |                            |                                       |                                       |                 |
| ------- | --- | -------------------- | ------------- | ---- | -------------------------- | ------------------------------------- | ------------------------------------- | --------------- |
|         | Muzeul Luvru (în franceză Musée du Louvre)                                                                      | Paris                | Franța        | 1792 | artă, arhitectură, istorie | 8.860                                 | 7.726                                 | 14,7%           |
|         | Muzeele Vaticanului (în italiană Musei Vaticani)                                                                | Vatican              | Vatican       | 1506 | artă, arheologie           | 6.765                                 | 5.081                                 | 33,1%           |
|         | Muzeul Național al Chinei (în chineză: 中国国家博物馆, transliterat: Zhōngguó guójiā bówùguǎn)                  | Beijing              | China         | 1959 | arheologie, artă           | 6.757                                 | 1.631                                 | 314,3%          |
|         | British Museum (în engleză British Museum)                                                                      | Londra               | Regatul Unit  | 1753 | arheologie, artă           | 5.821                                 | 4.097                                 | 42,1%           |
|         | Muzeul de Istorie Naturală din Londra [în engleză en:Natural History Museum, London]                            | Londra               | Regatul Unit  | 1860 | istorie naturală           | 5.689                                 | 4.655                                 | 22,2%           |
|         | Muzeul Metropolitan de Artă (în engleză Metropolitan Museum of Art)                                             | New York City        | Statele Unite | 1870 | artă                       | 5.364                                 | 3.209                                 | 67,2%           |
|         | Muzeul de Știință și Tehnologie din China (în chineză: 中国科学技术馆, transliterat: Zhōngguó kēxué jìshù guǎn) | Beijing              | China         | 1988 | știință și tehnologie      | 5.315                                 | 1.431                                 | 271,4%          |
|         | Muzeul Nanjing (în chineză: 南京博物院, transliterat: Nánjīng bówùyuàn)                                         | Nanjing              | China         | 1933 | istorie, artă              | 5.007                                 | 1.610                                 | 211,0%          |
|         | Muzeul American de Istorie Naturală (în engleză American Museum of Natural History)                             | New York City        | Statele Unite | 1869 | istorie naturală           | 5.000                                 | N/A                                   | –               |
|         | Muzeul Suzhou (în chineză: 苏州博物馆, transliterat: Sūzhōu bówùguǎn)                                           | Suzhou               | China         | 1960 | istorie, artă              | 4.852                                 | 1.417                                 | 242,4%          |
|         | Galeria de artă modernă Tate (în engleză Tate Modern)                                                           | Londra               | Regatul Unit  | 2000 | artă                       | 4.742                                 | 3.883                                 | 22,1%           |
|         | Muzeul Național de Istorie Naturală Smithsonian (în engleză National Museum of Natural History)                 | Washington, D.C.     | Statele Unite | 1910 | istorie naturală           | 4.400                                 | 3.900                                 | 12,8%           |
|         | Muzeul Hunan (în chineză: 湖南博物院, transliterat: Húnán bówùyuàn)                                             | Changsha, Hunan      | China         | 1951 | istorie, artă              | 4.398                                 | 1.221                                 | 260,2%          |
|         | Muzeul Provincial Hubei (în chineză: 湖北省博物馆, transliterat: Húběi shěng bówùguǎn)                          | Wuhan, Hubei         | China         | 1953 | istorie                    | 4.300                                 | 1.000                                 | 330,0%          |
|         | Muzeul Național al Coreei (în coreeană 국립중앙박물관, transliterat: Guglibjung-angbagmulgwan)                  | Seul                 | Coreea de Sud | 1945 | arheologie, artă           | 4.180                                 | 3.411                                 | 22,5%           |
|         | Muzeul Provincial Guangdong (în chineză: 广东省博物馆, transliterat: Guǎngdōng shěng bówùguǎn)                  | Guangzhou, Guangdong | China         | 1959 | istorie, artă              | 4.000                                 | 3.360                                 | 19,0%           |
|         | Muzeul Orsay (în franceză Musée d'Orsay)                                                                        | Paris                | Franța        | 1986 | artă                       | 3.871                                 | 3.270                                 | 18,4%           |
|         | Galeria Națională de Artă din Washington (în engleză National Gallery of Art)                                   | Washington, D.C.     | Statele Unite | 1937 | artă                       | 3.830                                 | 3.256                                 | 17,6%           |
|         | Muzeul Prado (în spaniolă Museo del Prado)                                                                      | Madrid               | Spania        | 1819 | artă                       | 3.338                                 | 2.457                                 | 35,9%           |
|         | Muzeul Ermitaj (în rusă Эрмитаж, transliterat: Ermitaj)                                                         | Sankt Petersburg     | Rusia         | 1764 | artă                       | 3.274                                 | 2.813                                 | 16,4%           |